# Agaraeus discolor
Agaraeus discolor är en fjärilsart som beskrevs av W. Warren 1893. Agaraeus discolor ingår i släktet Agaraeus och familjen mätare. Inga underarter finns listade i Catalogue of Life.